# Норддайх (Дітмаршен)
Норддайх (нім. Norddeich) — громада в Німеччині, розташована в землі Шлезвіг-Гольштейн. Входить до складу району Дітмаршен. Складова частина об'єднання громад Бюзум-Вессельбурен.
Площа — 6,9 км2. Населення становить 402 ос. (станом на 31 грудня 2020).